# Igreja de Santa Margarida, a Rainha (Buxted)

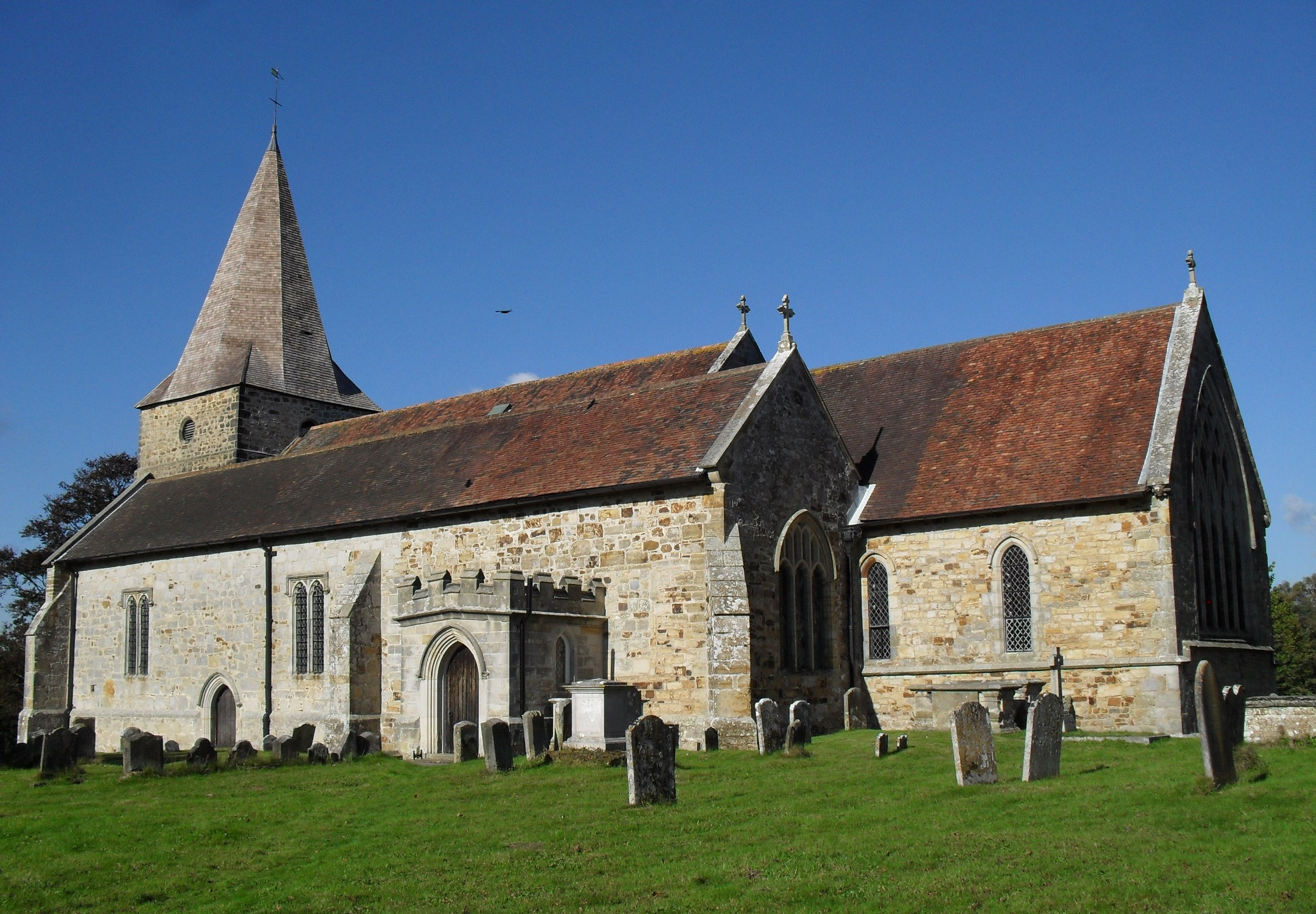

A Igreja de Santa Margarida, a Rainha é um edifício listado de grau I em Buxted Park, East Sussex, na Inglaterra. É dedicado a Santa Margarida da Escócia, uma rainha escocesa do século XI. A igreja data do século XIII, com adições nos séculos XV e XVI e restaurada em 1858. Actualmente, é uma igreja da Igreja da Inglaterra e parte da Paróquia de Buxted e Hadlow Down na diocese de Chichester.